# Earl Bamber
Earl Anderson Bamber (Whanganui, 9 de julho de 1990) é um piloto e comentarista de automobilismo da Nova Zelândia.

## Carreira
Bamber demonstrou seu talento para as corridas ao progredir nos karts e nas categorias de promoção de monolugares. Em 2008 foi classificado em sexto lugar no ranking internacional de estrelas do futuro publicado pelo conceituado website driverdb.com. Em 2009 superou o experiente Adrian Zaugg na ronda de Portugal do A1GP, no Algarve.
Bamber foi o campeão da Fórmula BMW Ásia em 2006, e em 2008 também venceu a segunda corrida da ronda de Ímola da Fórmula Masters Europeia.
Bamber pilotou para a A1 Team New Zealand na ronda de abertura da  Temporada 2008-09 da A1 Grand Prix, depois de impressionar nas sessões de rookies de 2007–08 e durante os testes de pré temporada com o novo carro Powered by Ferrari do A1GP. Bamber classificou-se em segundo na Corrida Sprint no Circuit Park Zandvoort, atrás da Team Malásia, e foi o terceiro na Corrida Feature atrás da Team França e da Team Malásia.
Bamber foi comentador na ronda de Donington de 2009 da Superleague Fórmula.
Em 2010, entre outras provas, Bamber disputou a Toyota Racing Series, num carro da equipa Triple X Motorsport. Conseguiu seis vitórias, inclusive no prestigiado Grande Prémio da Nova Zelândia, realizado no circuito deManfeild. Apesar disso, foi "apenas" vice-campeão, pela segunda vez, com menos três pontos do que o vencedor do campeonato, Mitch Evans.
Em 2010 voltou a fazer comentários para a Superleague Fórmula. Nesse ano, competiu na 10ª ronda do mesmo campeonato, em substituição de Álvaro Parente (impossibilitado de se deslocar à China devido à falta de visto) na equipa do F.C. Porto.
Earl Bamber é um experiente piloto de corridas de longa duração. Venceu as 24 Horas de Le Mans na classificação geral em duas edições (2015 e 2017) pela equipe de fábrica da montadora alemã Porsche nos carros LMP1. Na temporada atual de 2023 é piloto Cadillac, competindo pela equipe Chip Ganassi na categoria Hypercar do WEC, ao lado de Alex Lynn e Richard Westbrook. Em 21 de maio de 2023 venceu a clássica prova de endurance alemã 24 Horas de Nurburgring ao chegar em primeiro lugar em uma Ferrari 296 GT3.

## Registro

### Resultados nas GP2 Series

#### Resultados nas GP2 Asia Series
(Legenda) (Negrito: Pole Position; itálico: volta mais rápida)
| Ano     | Equipa            | 1         | 2         | 3           | 4         | 5          | 6         | 7       | 8       | 9       | 10      | 11      | 12      | DC  | Pontos |
| ------- | ----------------- | --------- | --------- | ----------- | --------- | ---------- | --------- | ------- | ------- | ------- | ------- | ------- | ------- | --- | ------ |
| 2008–09 | Qi-Meritus Mahara | CHN FEA 6 | CHN SPR 2 | EAU FEA Ret | EAU SPR C | BAR FEA 11 | BAR SPR 7 | CAT FEA | CAT SPR | MAL FEA | MAL SPR | BAR FEA | BAR SPR | 14º | 8      |

### Resultados na Fórmula V6 Ásia
| \| Ano \| Equipa \| MAL1 \| MAL1 \| MAL2 \| MAL2 \| IND \| IND \| JAP \| JAP \| CHN \| CHN \| CHN \| CHN \| Pontos \| Pos \| \| Ano \| Equipa \| 1 \| 2 \| 3 \| 4 \| 5 \| 6 \| 7 \| 8 \| 9 \| 10 \| 11 \| 12 \| Pontos \| Pos \| \| ---- \| ------------------- \| ---- \| ---- \| ---- \| ---- \| --- \| --- \| --- \| --- \| --- \| --- \| --- \| --- \| ------ \| --- \| \| 2008 \| TPC Team QI-Meritus \| 2* \| 1* \| 7 \| 2 \| 1* \| 1* \| 1* \| 1* \| \| \| \| \| 105 \| 2º \| |                     |      |      |      |      |     |     |     |     |     |     |     |     |        |     |
| Ano | Equipa              | MAL1 | MAL1 | MAL2 | MAL2 | IND | IND | JAP | JAP | CHN | CHN | CHN | CHN | Pontos | Pos |
| Ano | Equipa              | 1    | 2    | 3    | 4    | 5   | 6   | 7   | 8   | 9   | 10  | 11  | 12  | Pontos | Pos |
| 2008 | TPC Team QI-Meritus | 2*   | 1*   | 7    | 2    | 1*  | 1*  | 1*  | 1*  |     |     |     |     | 105    | 2º  |